# Друга Статутна грамота

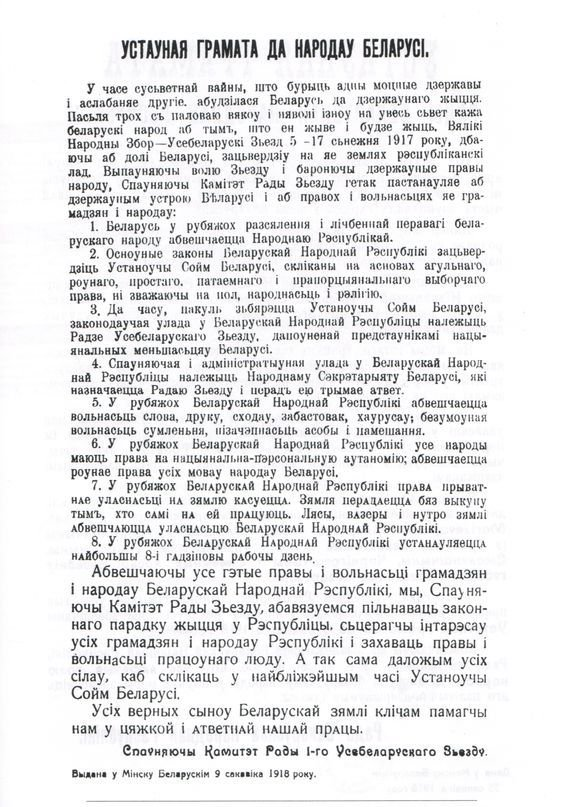
Друга Статутна грамота до народів Білорусі

Друга Статутна грамота до народів Білорусі (біл. Другая Ўстаўная грамата; Druhaja Ŭstaŭnaja hramata) — юридичний і політичний акт, прийнятий 9 березня 1918 р. в Мінську виконавчим комітетом Першого Загальнобілоруського конгресу. Вона проголошувала Білоруську Народну Республіку в межах розселення та чисельної переваги білорусів. Тимчасово законодавчу владу брала на себе Рада Загальнобілоруського конгресу. Головні закони БНР пізніше повинен був затвердити Установчий Сейм Білорусі, вибраний на підставі загального та рівного виборчого права.
Проголошувалися права та свободи громадян і народів БНР: свобода слова, друку, зібрань, страйків, союзів, сумління, недоторканість особи та помешкання, право народів на національну автономію, рівність всіх мов Білорусі. Скасовувалася приватна власність на землю, проголошувалася передача землі без викупу тим, хто на ній працює; ліси, озера і надра оголошувалися власністю БНР. Установлювалася 8-годинна тривалість робочого дню.

## Історичний контекст
Прийнята 21 лютого 1918 р. Перша Статутна грамота проголосила Виконавчий комітет Ради Всебілоруського з’їзду тимчасовою народною владою в Білорусі. Однак 3 березня 1918 року Радянська Росія уклала Брестський мирний договір, згідно з яким передала більшість території Білорусі Німецькій імперії. Водночас німецька влада зобов’язалася не визнавати держави, проголошені на окупованих територіях під час підписання договору.
За цих обставин білоруські активісти пішли на прийняття Другої Статутної грамоти.

## Зміст
Текст Другої Статутної грамоти складався з восьми абзаців.
Білоруська Народна Республіка була проголошена в межах розселення та чисельної переваги білоруського народу. Рада Всебілоруського конгресу, доповнена представниками національних меншин Білорусі, тимчасово перебрала законодавчу владу в країні. Пізніше основні закони Білоруської Народної Республіки мали бути затверджені Установчими Зборами Білорусі, скликаними на основі загального та рівного виборчого права.
Проголошувалися права і свободи громадян і народів Білоруської Народної Республіки: свобода слова, друку, зборів, страйків, союзників; свобода совісті, недоторканність особи та приміщення; право народів на національну та особисту автономію; рівність усіх мов народів Білорусі. Приватна власність на землю була скасована, оголошено про передачу землі без викупу тим, хто на ній працював; ліси, озера та надра були оголошені державною власністю. Максимальна тривалість робочого дня становила 8 годин.

## Результати
18 березня 1918 р. На засіданні Ради Всебілоруського з’їзду 1917 р. Прихильникам незалежності вдалося перейменувати її в Раду БНР, до складу якої 23 березня 1918 р. Увійшла Віленська білоруська рада. 25 березня 1918 р. Рада БНР прийняла Третю Статутну грамоту, яка проголосила незалежність Білоруської Народної Республіки.
Після прийняття Другої Установчої хартії й ратифікації Брестського мирного договору, Німецька імперія не могла визнати БНР. Крім того, німецькі правлячі кола були стривожені націоналізацією землі, озер та лісів. Серед активістів БНР також існує незадоволення відсутністю чіткого визначення території Білоруської держави, а також характеру відносин Білорусі з іншими державами, включаючи Росію. Ці питання були вирішені Третьою Статутною грамотою.